# Đệ nhất Đại thần Hải quân
Đệ nhất Đại thần Hải quân (tiếng Anh: First Lord of the Admiralty) hay được gọi chính thức là Văn phòng Đệ nhất Đại thần Hải quân (Office of the First Lord of the Admiralty), là người đứng đầu về mặt chính trị của Hải quân Vương quốc Anh và sau đó là cả Đại Anh. Người nắm giữ vị trí này là cố vấn cấp cao của chính phủ về tất cả các vấn đề liên quan đến hải quân, chịu trách nhiệm chỉ đạo và kiểm soát Bộ Hải quân, đồng thời cũng là người điều hành chung Cơ quan Hải quân của Vương quốc Anh, Đại Anh vào thế kỷ 18 và sau đó là Vương quốc Liên hiệp Anh và Bắc Ireland, bao gồm Hải quân Hoàng gia, Thủy quân lục chiến Hoàng gia và các cơ quan phụ trợ khác.
Đệ nhất Đại thần Hải quân được xem là chức vụ thường trực trong Nội các chính phủ được biết đến sớm nhất ở Anh. Ngoài việc là người đứng đầu chính trị của Hải quân Hoàng gia, người giữ chức vụ này đồng thời nắm luôn ghế Chủ tịch Hội đồng Ủy viên Thực thi Văn phòng của Đại thần Đô đốc Hải quân Anh (được gọi là Ủy ban Bộ Hải quân). Văn phòng của Đệ nhất Đại thần Hải quân tồn tại từ năm 1628 cho đến khi nó bị bãi bỏ khi Bộ Hải quân, Bộ Không quân, Bộ Quốc phòng và Văn phòng Chiến tranh được hợp nhất để tạo thành Bộ Quốc phòng mới vào năm 1964. Chức vụ tương đương ngày nay của Đệ nhất Đại thần Hải quân là Bộ trưởng Bộ Quốc phòng Anh.

## Lịch sử
Năm 1628, dưới thời trị vì của Charles I, George Villiers,Công tước thứ 1 xứ Buckingham, Đại thần Đô đốc Hải quân Anh bị ám sát và văn phòng được đặt dưới sự kiểm soát của một hội đồng ủy viên.
Đệ nhất Đại thần Hải quân đầu tiên là Richard Weston, Bá tước thứ nhất xứ Portland, được bổ nhiệm năm 1628. Đệ nhất Đại thần không phải lúc nào cũng là thành viên thường trực của hội đồng cho đến khi Bộ Hải quân được thành lập như một cơ quan chính thức của chính phủ vào năm 1709 với Đệ nhất Đại thần Hải quân là người đứng đầu của cơ quan này; thay thế cho Văn phòng Bộ Hải quân và Các vấn đề Hàng hải trước đây. Trong phần lớn thế kỷ XVII và đầu thế kỷ XVIII, việc Bộ Hải quân được quản lý dưới sự ủy quyền là điều không hiếm khi xảy ra, do đó có khoảng trống trong danh sách các Đệ nhất Đại thần Hải quân, và một số ít các Đệ nhất Đại thần này từng có thời gian là Đại thần Đô đốc Hải quân Anh.
Sau Cách mạng, vào năm 1690, một Đạo luật mang tính giải thích đã được thông qua dưới thời trị vì của William và Mary. Quốc hội đã thông qua Đạo luật Hải quân, trao cho các Ủy viên quyền hạn mà trước đây Đại thần Đô đốc Hải quân Anh nắm giữ, và tại thời điểm này đã trở thành một vị trí vĩnh viễn trong Nội các Chính phủ Anh Quốc.

## Danh sách các Đệ nhất Đại thần Hải quân

### Đệ nhất Đại thần Hải quân Anh (1628–1701)
| Tên (Sinh – mất)                                                                             | Chân dung                        | Nhiệm kỳ                         | Lãnh đạo nhà nước                                                   | Chú thích |
| -------------------------------------------------------------------------------------------- | -------------------------------- | -------------------------------- | ------------------------------------------------------------------- | --------- |
| Richard Weston Bá tước thứ nhất xứ Portland (1 tháng 3 năm 1577 – 13 tháng 3 năm 1634/1635)  | không khung                      | 1628 – 1635                      | Charles I (27 tháng 3 năm 1625 – 30 tháng 1 năm 1649)               | [ 6 ]     |
| Robert Bertie Bá tước thứ nhất xứ Lindsey (16 tháng 12 năm 1582 – 24 tháng 10 năm 1642)      | không khung                      | 1635 – 1636                      | Charles I (27 tháng 3 năm 1625 – 30 tháng 1 năm 1649)               | [ 7 ]     |
| William Juxon Giám mục Luân Đôn (1582 – 4 tháng 6 năm 1663)                                  | không khung                      | 1636 – 1638                      | Charles I (27 tháng 3 năm 1625 – 30 tháng 1 năm 1649)               | [ 8 ]     |
| Không rõ thông tin (1638 – 1642)                                                             |                                  |                                  | Charles I (27 tháng 3 năm 1625 – 30 tháng 1 năm 1649)               |           |
| Algernon Percy Bá tước thứ 10 xứ Northumberland (29 tháng 9 năm 1602 – 13 tháng 10 năm 1668) | không khung                      | 1642 – 1643                      | Charles I (27 tháng 3 năm 1625 – 30 tháng 1 năm 1649)               | [ 8 ]     |
| Francis Cottington Bá tước Cottington thứ nhất (c. 1579 – 1652)                              | không khung                      | 1643 – 1646                      | Charles I (27 tháng 3 năm 1625 – 30 tháng 1 năm 1649)               | [ 8 ]     |
| Không rõ thông tin (1646 – 1679)                                                             |                                  |                                  | Charles I (27 tháng 3 năm 1625 – 30 tháng 1 năm 1649)               |           |
| Oliver Cromwell (16 tháng 12 năm 1653 – 3 tháng 9 năm 1658)                                  |                                  |                                  |                                                                     |           |
| Richard Cromwell (3 tháng 9 năm 1658 – 25 tháng 5 năm 1659)                                  |                                  |                                  |                                                                     |           |
| Sir Henry Capell Nghị sĩ quốc hội từ hạt Tewkesbury (1638 – 30 tháng 5 năm 1696)             | không khung                      | 1679 – 1681                      | Charles II (29 tháng 5 năm 1660 – 6 tháng 2 năm 1685)               | [ 9 ]     |
| Daniel Finch Bá tước thứ hai xứ Nottingham (1638 – 30 tháng 5 năm 1696)                      | không khung                      | 1681 – 1684                      | Charles II (29 tháng 5 năm 1660 – 6 tháng 2 năm 1685)               | [ 10 ]    |
| Không rõ thông tin (1684 – 1689)                                                             | Không rõ thông tin (1684 – 1689) | Không rõ thông tin (1684 – 1689) | James II (6 tháng 2 năm 1685 – 11 tháng 12 năm 1688)                |           |
| Arthur Herbert Bá tước thứ nhất xứ Torrington (c. 1648 – 13 tháng 4 năm 1716)                | không khung                      | 1689 – 1690                      | Mary II và William III (13 tháng 2 năm 1689 – 28 tháng 12 năm 1694) | [ 11 ]    |
| Thomas Herbert Bá tước thứ 8 xứ Pembroke (c. 1656 – 22 tháng 1 năm 1733)                     | không khung                      | 1690 – 1692                      | Mary II và William III (13 tháng 2 năm 1689 – 28 tháng 12 năm 1694) | [ 12 ]    |
| Charles Cornwallis Nam tước Cornwallis thứ 3 (28 tháng 12 năm 1655 – 29 tháng 4 năm 1698)    |                                  | 1692 – 1693                      | Mary II và William III (13 tháng 2 năm 1689 – 28 tháng 12 năm 1694) | [ 13 ]    |
| Anthony Cary Tử tước Falkland thứ 5 (16 tháng 2 năm 1656 – 24 tháng 5 năm 1694)              |                                  | 1693 – 1694                      | Mary II và William III (13 tháng 2 năm 1689 – 28 tháng 12 năm 1694) | [ 14 ]    |
| Edward Russell Bá tước thứ nhất xứ Orford (1653 – 26 tháng 11 năm 1727)                      | không khung                      | 1694 – 1699                      | William III (28 tháng 12 năm 1694 – 8 tháng 3 năm 1702)             | [ 15 ]    |
| John Egerton Bá tước thứ 3 xứ Bridgewater (9 tháng 11 năm 1646 – 19 tháng 3 năm 1701)        |                                  | 1699 – 1701                      | William III (28 tháng 12 năm 1694 – 8 tháng 3 năm 1702)             | [ 16 ]    |
| Thomas Herbert Bá tước thứ 8 xứ Pembroke (c. 1656 – 22 tháng 1 năm 1733)                     | không khung                      | 1701 – 1702                      | William III (28 tháng 12 năm 1694 – 8 tháng 3 năm 1702)             | [ 17 ]    |

1. ↑  Là Tử tước Weston từ năm 1628, được phong làm Bá tước xứ Portland năm 1633.
2. ↑  Là Đại thần Đô đốc Hải quân thời kỳ 1638 – 1642.
3. ↑  Là Đại thần Đô đốc Hải quân năm 1689.

### Đệ nhất Đại thần Hải quân Đại Anh (1709–1801)
| Tên (Sinh – mất) | Chân dung   | Nhiệm kỳ    | Nội các                             | Lãnh đạo nhà nước                                       | Chú thích |
| --- | ----------- | ----------- | ----------------------------------- | ------------------------------------------------------- | --------- |
| Đô đốc Hạm đội, Quý ngài rất đáng kính Edward Russell Bá tước thứ nhất xứ Orford PC (1653 – 26 tháng 11 năm 1727)                     | không khung | 1709 – 1710 | Godolphin–Marlborough (Tory – Whig) | Anne (1 tháng 5 năm 1707 – 1 tháng 8 năm 1714)          | [ 18 ]    |
| Đô đốc Hạm đội Sir John Leake MP từ Rochester (4 tháng 7 năm 1656 – 21 tháng 8 năm 1720)                                              | không khung | 1710 – 1712 | Oxford–Bolingbroke                  | Anne (1 tháng 5 năm 1707 – 1 tháng 8 năm 1714)          | [ 19 ]    |
| Trung tướng, Quý ngài rất đáng kính Thomas Wentworth Bá tước thứ nhất xứ Strafford PC (c. 17 tháng 9 năm 1672 – 15 tháng 11 năm 1739) | không khung | 1712 – 1714 | Oxford–Bolingbroke                  | George I (1 tháng 8 năm 1714 – 11 tháng 6 năm 1727)     | [ 20 ]    |
| Đô đốc Hạm đội, Quý ngài rất đáng kính Edward Russell Bá tước thứ nhất xứ Orford PC (1653 – 26 tháng 11 năm 1727)                     | không khung | 1714 – 1716 | Townshend                           | George I (1 tháng 8 năm 1714 – 11 tháng 6 năm 1727)     | [ 21 ]    |
| Phó Đô đốc, Quý ngài rất đáng kính James Berkeley Bá tước thứ 3 xứ Berkeley KG PC (sau 1679 – 17 tháng 8 năm 1736)                    | không khung | 1717 – 1727 | Stanhope–Sunderland I               | George I (1 tháng 8 năm 1714 – 11 tháng 6 năm 1727)     | [ 22 ]    |
| Phó Đô đốc, Quý ngài rất đáng kính James Berkeley Bá tước thứ 3 xứ Berkeley KG PC (sau 1679 – 17 tháng 8 năm 1736)                    | không khung | 1717 – 1727 | Stanhope–Sunderland II              | George I (1 tháng 8 năm 1714 – 11 tháng 6 năm 1727)     | [ 22 ]    |
| Phó Đô đốc, Quý ngài rất đáng kính James Berkeley Bá tước thứ 3 xứ Berkeley KG PC (sau 1679 – 17 tháng 8 năm 1736)                    | không khung | 1717 – 1727 | Walpole–Townshend                   | George I (1 tháng 8 năm 1714 – 11 tháng 6 năm 1727)     | [ 22 ]    |
| Đô đốc Hạm đội, Quý ngài rất đáng kính George Byng Tử tước Torrington thứ nhất KB PC (27 tháng 1 năm 1663 – 17 tháng 1 năm 1733)      | không khung | 1727 – 1733 | Walpole                             | George II (11 tháng 6 năm 1727 – 25 tháng 10 năm 1760)  | [ 23 ]    |
| Đô đốc, Quý ngài rất đáng kính Sir Charles Wager MP từ Westminster (24 tháng 1 năm 1666 – 24 tháng 5 năm 1743)                        | không khung | 1733 – 1741 | Walpole                             | George II (11 tháng 6 năm 1727 – 25 tháng 10 năm 1760)  | [ 24 ]    |
| Quý ngài rất đáng kính Daniel Finch Bá tước thứ 8 xứ Winchilsea PC (24 tháng 5 năm 1689 – 2 tháng 8 năm 1769)                         | không khung | 1741 – 1744 | Carteret                            | George II (11 tháng 6 năm 1727 – 25 tháng 10 năm 1760)  | [ 25 ]    |
| Quý Ngài John Russell Công tước thứ 4 xứ Bedford PC FRS (30 tháng 8 năm 1710 – 5 tháng 1 năm 1771)                                    | không khung | 1744 – 1748 | Broad Bottom (I & II)               | George II (11 tháng 6 năm 1727 – 25 tháng 10 năm 1760)  | [ 26 ]    |
| Quý ngài rất đáng kính John Montagu Bá tước thứ 4 xứ Sandwich PC FRS (13 tháng 11 năm 1718 – 30 tháng 4 năm 1792)                     | không khung | 1748 – 1751 | Broad Bottom (I & II)               | George II (11 tháng 6 năm 1727 – 25 tháng 10 năm 1760)  | [ 27 ]    |
| Quý ngài rất đáng kính George Anson Nam tước Anson thứ nhất PC FRS (23 tháng 4 năm 1697 – 6 tháng 6 năm 1762)                         | không khung | 1751 – 1756 | Newcastle I                         | George II (11 tháng 6 năm 1727 – 25 tháng 10 năm 1760)  | [ 28 ]    |
| Quý ngài rất đáng kính Richard Grenville-Temple Bá tước Temple thứ 2 PC (26 tháng 9 năm 1711 – 12 tháng 9 năm 1779)                   | không khung | 1756 – 1757 | Pitt–Devonshire                     | George II (11 tháng 6 năm 1727 – 25 tháng 10 năm 1760)  | [ 29 ]    |
| Quý ngài rất đáng kính Daniel Finch Bá tước thứ 8 xứ Winchilsea KG PC (24 tháng 5 năm 1689 – 2 tháng 8 năm 1769)                      | không khung | 1757        | Tạm quyền 1757                      | George II (11 tháng 6 năm 1727 – 25 tháng 10 năm 1760)  | [ 25 ]    |
| Quý ngài rất đáng kính George Anson Nam tước Anson thứ nhất PC FRS (23 tháng 4 năm 1697 – 6 tháng 6 năm 1762)                         | không khung | 1757 – 1762 | Pitt–Newcastle                      | George III (25 tháng 10 năm 1760 – 29 tháng 1 năm 1820) | [ 30 ]    |
| Quý ngài rất đáng kính George Montague-Dunk Bá tước thứ 2 Halifax PC (6 tháng 10 năm 1716 – 8 tháng 6 năm 1771)                       | không khung | 1762        | Bute (Tory – Whig)                  | George III (25 tháng 10 năm 1760 – 29 tháng 1 năm 1820) | [ 31 ]    |
| Quý ngài rất đáng kính George Grenville MP từ Buckingham (4 tháng 7 năm 1656 – 21 tháng 8 năm 1720)                                   |             | 1762 – 1763 | Bute (Tory – Whig)                  | George III (25 tháng 10 năm 1760 – 29 tháng 1 năm 1820) | [ 32 ]    |
| Quý ngài rất đáng kính John Montagu Bá tước thứ 4 xứ Sandwich PC FRS (13 tháng 11 năm 1718 – 30 tháng 4 năm 1792)                     | không khung | 1763        | Grenville                           | George III (25 tháng 10 năm 1760 – 29 tháng 1 năm 1820) | [ 32 ]    |
| Quý ngài rất đáng kính John Perceval Bá tước thứ 2 xứ Egmont PC FRS (25 tháng 2 năm 1711 – 4 tháng 12 năm 1770)                       | không khung | 1763 – 1766 | Rockingham I                        | George III (25 tháng 10 năm 1760 – 29 tháng 1 năm 1820) | [ 32 ]    |
| Quý ngài rất đáng kính John Perceval Bá tước thứ 2 xứ Egmont PC FRS (25 tháng 2 năm 1711 – 4 tháng 12 năm 1770)                       | không khung | 1766        | Chatham (Tory – Whig)               | George III (25 tháng 10 năm 1760 – 29 tháng 1 năm 1820) | [ 32 ]    |
| Phó Đô đốc, Quý ngài rất đáng kính Sir Charles Saunders KB MP từ Hedon (c. 1715 – 7 tháng 12 năm 1775)                                | không khung | 1766        | Chatham (Tory – Whig)               | George III (25 tháng 10 năm 1760 – 29 tháng 1 năm 1820) | [ 33 ]    |
| Đô đốc Hạm đội, Quý ngài rất đáng kính Sir Edward Hawke KB MP từ Portsmouth (21 tháng 2 năm 1705 – 17 tháng 10 năm 1781)              | không khung | 1766 – 1770 | Grafton                             | George III (25 tháng 10 năm 1760 – 29 tháng 1 năm 1820) | [ 34 ]    |
| Đô đốc Hạm đội, Quý ngài rất đáng kính Sir Edward Hawke KB MP từ Portsmouth (21 tháng 2 năm 1705 – 17 tháng 10 năm 1781)              | không khung | 1770 – 1771 | North                               | George III (25 tháng 10 năm 1760 – 29 tháng 1 năm 1820) | [ 34 ]    |
| Quý ngài rất đáng kính John Montagu Bá tước thứ 4 xứ Sandwich PC FRS (13 tháng 11 năm 1718 – 30 tháng 4 năm 1792)                     | không khung | 1771 – 1782 | North                               | George III (25 tháng 10 năm 1760 – 29 tháng 1 năm 1820) | [ 35 ]    |
| Đô đốc, Quý ngài rất đáng kính Augustus Keppel Tử tước Keppel thứ nhất PC (25 tháng 4 năm 1725 – 2 tháng 10 năm 1786)                 | không khung | 1782        | Rockingham II                       | George III (25 tháng 10 năm 1760 – 29 tháng 1 năm 1820) | [ 36 ]    |
| Đô đốc, Quý ngài rất đáng kính Augustus Keppel Tử tước Keppel thứ nhất PC (25 tháng 4 năm 1725 – 2 tháng 10 năm 1786)                 | không khung | 1782 – 1783 | Shelburne (Tory – Whig)             | George III (25 tháng 10 năm 1760 – 29 tháng 1 năm 1820) | [ 36 ]    |
| Đô đốc, Quý ngài rất đáng kính Richard Howe Bá tước Howe thứ nhất PC (8 tháng 3 năm 1726 – 5 tháng 8 năm 1799)                        | không khung | 1783        | Shelburne (Tory – Whig)             | George III (25 tháng 10 năm 1760 – 29 tháng 1 năm 1820) | [ 37 ]    |
| Đô đốc, Quý ngài rất đáng kính Augustus Keppel Tử tước Keppel thứ nhất PC (25 tháng 4 năm 1725 – 2 tháng 10 năm 1786)                 | không khung | 1783        | Fox–North                           | George III (25 tháng 10 năm 1760 – 29 tháng 1 năm 1820) | [ 38 ]    |
| Đô đốc, Quý ngài rất đáng kính Richard Howe Bá tước Howe thứ nhất PC (8 tháng 3 năm 1726 – 5 tháng 8 năm 1799)                        | không khung | 1783 – 1788 | Pitt I                              | George III (25 tháng 10 năm 1760 – 29 tháng 1 năm 1820) | [ 39 ]    |
| Quý ngài rất đáng kính John Pitt Bá tước thứ 2 xứ Chatham KG PC (9 tháng 10 năm 1756 – 24 tháng 9 năm 1835)                           | không khung | 1788 – 1794 | Pitt I                              | George III (25 tháng 10 năm 1760 – 29 tháng 1 năm 1820) | [ 40 ]    |
| Quý ngài rất đáng kính George Spencer Bá tước Spencer thứ 2 KG PC DL FRS FSA (1 tháng 9 năm 1758 – 10 tháng 11 năm 1834)              | không khung | 1794 – 1801 | Pitt I                              | George III (25 tháng 10 năm 1760 – 29 tháng 1 năm 1820) | [ 41 ]    |

1. ↑  MP từ Portsmouth cho đến năm 1734, MP từ Westminster từ năm 1734.
2. ↑  Thân vương xứ Wales nhiếp chính từ ngày 5 tháng 2 năm 1811.

### Đệ nhất Đại thần Hải quân Vương quốc Liên hiệp Anh (1801–1964)
| Tên (Sinh – mất)                                | Tên (Sinh – mất) | Chân dung   | Nhiệm kỳ     | Đảng                       | Nội các                                        | Quân chủ                                                | Chú thích     |
| ----------------------------------------------- | --- | ----------- | ------------ | -------------------------- | ---------------------------------------------- | ------------------------------------------------------- | ------------- |
|                                                 | Quý ngài rất đáng kính John Jervis Bá tước thứ nhất xứ St Vincent PC (9 tháng 1 năm 1735 – 13 tháng 3 năm 1823)                      | không khung | 1801 – 1804  | Whig                       | Pitt I                                         | George III (25 tháng 10 năm 1760 – 29 tháng 1 năm 1820) | [ 42 ]        |
| Addington                                       | Quý ngài rất đáng kính John Jervis Bá tước thứ nhất xứ St Vincent PC (9 tháng 1 năm 1735 – 13 tháng 3 năm 1823)                      | không khung | 1801 – 1804  | Whig                       |                                                | George III (25 tháng 10 năm 1760 – 29 tháng 1 năm 1820) | [ 42 ]        |
|                                                 | Quý ngài rất đáng kính Henry Dundas Tử tước Melville thứ nhất PC (28 tháng 4 năm 1742 – 28 tháng 5 năm 1811)                         | không khung | 1804 – 1805  | Tory                       | Pitt II                                        | George III (25 tháng 10 năm 1760 – 29 tháng 1 năm 1820) | [ 43 ]        |
|                                                 | Quý ngài rất đáng kính Charles Middleton Nam tước Barham thứ nhất PC (14 tháng 10 năm 1726 – 17 tháng 6 năm 1813)                    | không khung | 1805 – 1806  | Tory                       | Pitt II                                        | George III (25 tháng 10 năm 1760 – 29 tháng 1 năm 1820) | [ 44 ]        |
|                                                 | Quý ngài rất đáng kính Charles Grey Tử tước Howick MP từ Northumberland (13 tháng 3 năm 1764 – 17 tháng 7 năm 1845)                  | không khung | 1806         | Whig                       | Hiền tài (Tory – Whig)                         | George III (25 tháng 10 năm 1760 – 29 tháng 1 năm 1820) | [ 45 ]        |
|                                                 | Đô đốc Hạm đội, Quý ngài rất đáng kính Sir Thomas Grenville MP từ Buckingham (31 tháng 12 năm 1755 – 17 tháng 12 năm 1846)           | không khung | 1806 – 1807  | Whig                       | Hiền tài (Tory – Whig)                         | George III (25 tháng 10 năm 1760 – 29 tháng 1 năm 1820) | [ 46 ]        |
|                                                 | Quý ngài rất đáng kính Henry Phipps Nam tước Mulgrave thứ 3 PC (14 tháng 2 năm 1755 – 7 tháng 2 năm 1831)                            | không khung | 1807 – 1809  | Tory                       | Portland II                                    | George III (25 tháng 10 năm 1760 – 29 tháng 1 năm 1820) | [ 47 ]        |
| 1809 – 1810                                     | Quý ngài rất đáng kính Henry Phipps Nam tước Mulgrave thứ 3 PC (14 tháng 2 năm 1755 – 7 tháng 2 năm 1831)                            | không khung | Perceval     | Tory                       |                                                | George III (25 tháng 10 năm 1760 – 29 tháng 1 năm 1820) | [ 47 ]        |
|                                                 | Quý ngài rất đáng kính Charles Philip Yorke MP từ St Germans (12 tháng 3 năm 1764 – 13 tháng 3 năm 1834)                             | không khung | Perceval     | 1810 – 1812                | Tory                                           | George III (25 tháng 10 năm 1760 – 29 tháng 1 năm 1820) | [ 48 ]        |
|                                                 | Quý ngài rất đáng kính Robert Dundas Tử tước Melville thứ 2 KT PC FRS (14 tháng 3 năm 1771 – 10 tháng 6 năm 1851)                    | không khung | 1812 – 1827  | Tory                       | Liverpool                                      | William IV (29 tháng 1 năm 1820 – 26 tháng 6 năm 1830)  | [ 49 ]        |
|                                                 | Vương thất Điện hạ Vương tử William Henry Công tước xứ Clarence Đại thần Đô đốc Hải quân (21 tháng 8 năm 1765 – 20 tháng 6 năm 1837) | không khung | 1827 – 1828  | —                          | Canning (Canningites – Whig)                   | William IV (29 tháng 1 năm 1820 – 26 tháng 6 năm 1830)  | [ 50 ]        |
| Goderich                                        | Vương thất Điện hạ Vương tử William Henry Công tước xứ Clarence Đại thần Đô đốc Hải quân (21 tháng 8 năm 1765 – 20 tháng 6 năm 1837) | không khung | 1827 – 1828  | —                          |                                                | William IV (29 tháng 1 năm 1820 – 26 tháng 6 năm 1830)  | [ 50 ]        |
|                                                 | Quý ngài rất đáng kính Robert Dundas Tử tước Melville thứ 2 KT PC FRS (14 tháng 3 năm 1771 – 10 tháng 6 năm 1851)                    | không khung | 1828 – 1830  | Tory                       | Wellington–Peel                                | William IV (26 tháng 6 năm 1830 – 20 tháng 6 năm 1837)  | [ 49 ]        |
|                                                 | Quý ngài rất đáng kính Sir James Graham Bt MP từ Đông Cumberland (1 tháng 6 năm 1792 – 25 tháng 10 năm 1861)                         | không khung | 1830 – 1834  | Whig                       | Grey                                           | William IV (26 tháng 6 năm 1830 – 20 tháng 6 năm 1837)  | [ 51 ]        |
|                                                 | Quý ngài rất đáng kính George Eden Nam tước Auckland thứ 2 PC (25 tháng 8 năm 1784 – 1 tháng 1 năm 1849)                             | không khung | 1834         | Whig                       | Melbourne I                                    | William IV (26 tháng 6 năm 1830 – 20 tháng 6 năm 1837)  | [ 52 ]        |
| Wellington Tạm quyền                            | Quý ngài rất đáng kính George Eden Nam tước Auckland thứ 2 PC (25 tháng 8 năm 1784 – 1 tháng 1 năm 1849)                             | không khung | 1834         | Whig                       |                                                | William IV (26 tháng 6 năm 1830 – 20 tháng 6 năm 1837)  | [ 52 ]        |
|                                                 | Quý ngài rất đáng kính Thomas Robinson Bá tước de Grey thứ hai PC (8 tháng 12 năm 1781 – 14 tháng 11 năm 1859)                       | không khung | 1834 – 1835  | Bảo thủ                    | Peel I                                         | William IV (26 tháng 6 năm 1830 – 20 tháng 6 năm 1837)  | [ 53 ]        |
|                                                 | Quý ngài rất đáng kính George Eden Nam tước Auckland thứ 2 GCB PC (25 tháng 8 năm 1784 – 1 tháng 1 năm 1849)                         | không khung | 1835         | Whig                       | Melbourne II                                   | William IV (26 tháng 6 năm 1830 – 20 tháng 6 năm 1837)  | [ 54 ]        |
|                                                 | Quý ngài rất đáng kính Gilbert Elliot-Murray-Kynynmound Bá tước thứ 2 xứ Minto GCB PC (16 tháng 11 năm 1782 – 31 tháng 7 năm 1859)   | không khung | 1835 – 1841  | Whig                       | Melbourne II                                   | Victoria (20 tháng 6 năm 1837 – 22 tháng 1 năm 1901)    | [ 55 ]        |
|                                                 | Quý ngài rất đáng kính Thomas Hamilton Bá tước thứ 9 xứ Haddington PC FRS (21 tháng 6 năm 1780 – 1 tháng 12 năm 1858)                | không khung | 1841 – 1846  | Bảo thủ                    | Peel II                                        | Victoria (20 tháng 6 năm 1837 – 22 tháng 1 năm 1901)    | [ 56 ]        |
|                                                 | Quý ngài rất đáng kính Edward Law Bá tước thứ nhất xứ Ellenborough PC FRS (8 tháng 9 năm 1790 – 22 tháng 12 năm 1871))               | không khung | 1846         | Bảo thủ                    | Peel II                                        | Victoria (20 tháng 6 năm 1837 – 22 tháng 1 năm 1901)    | [ 57 ]        |
|                                                 | Quý ngài rất đáng kính George Eden Nam tước Auckland thứ 2 GCB PC (25 tháng 8 năm 1784 – 1 tháng 1 năm 1849)                         | không khung | 1846 – 1849  | Whig                       | Russell I                                      | Victoria (20 tháng 6 năm 1837 – 22 tháng 1 năm 1901)    | [ 58 ]        |
|                                                 | Quý ngài rất đáng kính Sir Francis Baring Bt MP từ Portsmouth (20 tháng 4 năm 1796 – 6 tháng 9 năm 1866)                             | không khung | 1849 – 1852  | Whig                       | Russell I                                      | Victoria (20 tháng 6 năm 1837 – 22 tháng 1 năm 1901)    | [ 59 ]        |
|                                                 | Quý Ngài Algernon Percy Công tước thứ 4 xứ Northumberland PC FRS (15 tháng 12 năm 1792 – 12 tháng 2 năm 1865)                        |             | 1852         | Bảo thủ                    | Who? Who?                                      | Victoria (20 tháng 6 năm 1837 – 22 tháng 1 năm 1901)    | [ 60 ]        |
|                                                 | Quý ngài rất đáng kính Sir Charles Wood Bt GCB MP từ Carlisle (1 tháng 6 năm 1792 – 25 tháng 10 năm 1861)                            | không khung | 1852 – 1855  | Peelite                    | Aberdeen (Peelite – Whig)                      | Victoria (20 tháng 6 năm 1837 – 22 tháng 1 năm 1901)    | [ 61 ]        |
| 1855                                            | Quý ngài rất đáng kính Sir Charles Wood Bt GCB MP từ Carlisle (1 tháng 6 năm 1792 – 25 tháng 10 năm 1861)                            | không khung | Palmerston I | Peelite                    |                                                | Victoria (20 tháng 6 năm 1837 – 22 tháng 1 năm 1901)    | [ 61 ]        |
|                                                 | Quý ngài rất đáng kính Sir Charles Wood Bt MP từ Halifax (20 tháng 12 năm 1800 – 8 tháng 8 năm 1885)                                 | không khung | Palmerston I | 1855 – 1858                | Whig                                           | Victoria (20 tháng 6 năm 1837 – 22 tháng 1 năm 1901)    | [ 62 ]        |
|                                                 | Quý ngài rất đáng kính Sir John Pakington Bt FRS MP từ Droitwich (20 tháng 2 năm 1799 – 9 tháng 4 năm 1880)                          | không khung | 1858 – 1859  | Bảo thủ                    | Derby–Disraeli II                              | Victoria (20 tháng 6 năm 1837 – 22 tháng 1 năm 1901)    | [ 63 ]        |
|                                                 | Quý Ngài Edward Seymour Công tước thứ 12 xứ Somerset PC FRS (15 tháng 12 năm 1792 – 12 tháng 2 năm 1865)                             | không khung | 1859 – 1866  | Tự do                      | Palmerston II                                  | Victoria (20 tháng 6 năm 1837 – 22 tháng 1 năm 1901)    | [ 64 ]        |
| Russell II                                      | Quý Ngài Edward Seymour Công tước thứ 12 xứ Somerset PC FRS (15 tháng 12 năm 1792 – 12 tháng 2 năm 1865)                             | không khung | 1859 – 1866  | Tự do                      |                                                | Victoria (20 tháng 6 năm 1837 – 22 tháng 1 năm 1901)    | [ 64 ]        |
|                                                 | Quý ngài rất đáng kính Sir John Pakington Bt FRS MP từ Droitwich (20 tháng 2 năm 1799 – 9 tháng 4 năm 1880)                          | không khung | 1866 – 1867  | Bảo thủ                    | Derby–Disraeli III                             | Victoria (20 tháng 6 năm 1837 – 22 tháng 1 năm 1901)    | [ 65 ]        |
|                                                 | Quý ngài rất đáng kính Henry Lowry-Corry MP từ Tyrone (9 tháng 3 năm 1803 – 5 tháng 3 năm 1873)                                      | không khung | 1867 – 1868  | Bảo thủ                    | Derby–Disraeli III                             | Victoria (20 tháng 6 năm 1837 – 22 tháng 1 năm 1901)    | [ 66 ]        |
|                                                 | Quý ngài rất đáng kính Hugh Childers MP từ Pontefract (25 tháng 6 năm 1827 – 29 tháng 1 năm 1896)                                    | không khung | 1868 – 1871  | Tự do                      | Gladstone I                                    | Victoria (20 tháng 6 năm 1837 – 22 tháng 1 năm 1901)    | [ 67 ]        |
|                                                 | Quý ngài rất đáng kính George Goschen MP từ Thành phố Luân Đôn (10 tháng 8 năm 1831 – 7 tháng 2 năm 1907)                            | không khung | 1871 – 1874  | Tự do                      | Gladstone I                                    | Victoria (20 tháng 6 năm 1837 – 22 tháng 1 năm 1901)    | [ 68 ]        |
|                                                 | Quý ngài rất đáng kính George Ward Hunt MP từ Bắc Northamptonshire (30 tháng 7 năm 1825 – 29 tháng 7 năm 1877)                       | không khung | 1874 – 1877  | Bảo thủ                    | Disraeli II                                    | Victoria (20 tháng 6 năm 1837 – 22 tháng 1 năm 1901)    | [ 69 ]        |
|                                                 | Quý ngài rất đáng kính William Henry Smith MP từ Westminster (24 tháng 6 năm 1825 – 6 tháng 9 năm 1891)                              |             | 1877 – 1880  | Bảo thủ                    | Disraeli II                                    | Victoria (20 tháng 6 năm 1837 – 22 tháng 1 năm 1901)    | [ 70 ]        |
|                                                 | Quý ngài đáng kính nhất Thomas Baring Bá tước thứ 1 xứ Northbrook GCSI PC FRS (22 tháng 1 năm 1826 – 15 tháng 11 năm 1904)           | không khung | 1880 – 1885  | Tự do                      | Gladstone II                                   | Victoria (20 tháng 6 năm 1837 – 22 tháng 1 năm 1901)    | [ 71 ]        |
|                                                 | Quý ngài rất đáng kính Lord George Hamilton MP từ Ealing (17 tháng 12 năm 1845 – 22 tháng 9 năm 1927)                                | không khung | 1885 – 1886  | Bảo thủ                    | Salisbury I                                    | Victoria (20 tháng 6 năm 1837 – 22 tháng 1 năm 1901)    | [ 72 ]        |
|                                                 | Quý ngài đáng kính nhất George Robinson Hầu tước thứ 1 xứ Ripon KF GCSI CIE VD PC (24 tháng 10 năm 1827 – 09 tháng 07 năm 1909)      | không khung | 1886         | Tự do                      | Gladstone III                                  | Victoria (20 tháng 6 năm 1837 – 22 tháng 1 năm 1901)    | [ 73 ]        |
|                                                 | Quý ngài rất đáng kính Lord George Hamilton MP từ Ealing (17 tháng 12 năm 1845 – 22 tháng 9 năm 1927)                                | không khung | 1886 – 1892  | Bảo thủ                    | Salisbury II                                   | Victoria (20 tháng 6 năm 1837 – 22 tháng 1 năm 1901)    | [ 72 ]        |
|                                                 | Quý ngài rất đáng kính John Spencer Bá tước Spencer thứ 5 KG PC (27 tháng 10 năm 1835 – 13 tháng 8 năm 1910)                         | không khung | 1892 – 1895  | Tự do                      | Gladstone IV                                   | Victoria (20 tháng 6 năm 1837 – 22 tháng 1 năm 1901)    | [ 74 ]        |
| Rosebery                                        | Quý ngài rất đáng kính John Spencer Bá tước Spencer thứ 5 KG PC (27 tháng 10 năm 1835 – 13 tháng 8 năm 1910)                         | không khung | 1892 – 1895  | Tự do                      |                                                | Victoria (20 tháng 6 năm 1837 – 22 tháng 1 năm 1901)    | [ 74 ]        |
|                                                 | Quý ngài rất đáng kính George Goschen MP từ St George Quảng trường Hanover (10 tháng 8 năm 1831 – 7 tháng 2 năm 1907)                | không khung | 1895 – 1900  | Bảo thủ                    | Salisbury (III & IV) (Bảo thủ–Liên minh Tự do) | Victoria (20 tháng 6 năm 1837 – 22 tháng 1 năm 1901)    | [ 75 ]        |
|                                                 | Quý ngài rất đáng kính William Palmer Bá tước thứ 2 xứ Selborne PC (17 tháng 10 năm 1859 – 26 tháng 2 năm 1942)                      | không khung | 1900 – 1902  | Liên minh Tự do            | Salisbury (III & IV) (Bảo thủ–Liên minh Tự do) | Edward VII> (22 tháng 1 năm 1901 – 6 tháng 5 năm 1910)  | [ 76 ]        |
| 1902 – 1905                                     | Quý ngài rất đáng kính William Palmer Bá tước thứ 2 xứ Selborne PC (17 tháng 10 năm 1859 – 26 tháng 2 năm 1942)                      | không khung |              | Liên minh Tự do            | Salisbury (III & IV) (Bảo thủ–Liên minh Tự do) | Edward VII> (22 tháng 1 năm 1901 – 6 tháng 5 năm 1910)  | [ 76 ]        |
| Balfour                                         | Quý ngài rất đáng kính William Palmer Bá tước thứ 2 xứ Selborne PC (17 tháng 10 năm 1859 – 26 tháng 2 năm 1942)                      | không khung |              | Liên minh Tự do            |                                                | Edward VII> (22 tháng 1 năm 1901 – 6 tháng 5 năm 1910)  | [ 76 ]        |
|                                                 | Quý ngài rất đáng kính Frederick Campbell Bá tước Cawdor thứ 3 PC DL (13 tháng 2 năm 1847 – 8 tháng 2 năm 1911)                      | không khung | 1905         | Bảo thủ                    | [ 77 ]                                         | Edward VII> (22 tháng 1 năm 1901 – 6 tháng 5 năm 1910)  |               |
|                                                 | Quý ngài rất đáng kính Edward Marjoribanks Nam tước Tweedmouth thứ 2 PC (8 tháng 7 năm 1849 – 15 tháng 9 năm 1909)                   | không khung | 1905 – 1908  | Tự do                      | Campbell-Bannerman                             | Edward VII> (22 tháng 1 năm 1901 – 6 tháng 5 năm 1910)  | [ 78 ]        |
|                                                 | Quý ngài rất đáng kính Reginald McKenna MP từ Bắc Monmouthshire (6 tháng 7 năm 1863 – 6 tháng 9 năm 1943)                            | không khung | 1908 – 1911  | Tự do                      | Asquith (I–III)                                | George V (6 tháng 5 năm 1910 – 20 tháng 1 năm 1936)     | [ 79 ]        |
|                                                 | Quý ngài rất đáng kính Winston Churchill MP từ Dundee (30 tháng 11 năm 1874 – 24 tháng 1 năm 1965)                                   | không khung | 1911 – 1915  | Tự do                      | Asquith (I–III)                                | George V (6 tháng 5 năm 1910 – 20 tháng 1 năm 1936)     | [ 80 ]        |
|                                                 | Quý ngài rất đáng kính Arthur Balfour FRS DL MP từ Thành phố Luân Đôn (25 tháng 7 năm 1848 – 19 tháng 3 năm 1930)                    | không khung | 1915 – 1916  | Bảo thủ                    | Liên minh Asquith (Bảo thủ–Tự do–et al.)       | George V (6 tháng 5 năm 1910 – 20 tháng 1 năm 1936)     | [ 81 ]        |
|                                                 | Quý ngài rất đáng kính Sir Edward Carson QC MP từ Đại học Dublin (9 tháng 2 năm 1854 – 22 tháng 10 năm 1935)                         | không khung | 1916 – 1917  | Bảo thủ                    | Lloyd George (I & II)                          | George V (6 tháng 5 năm 1910 – 20 tháng 1 năm 1936)     | [ 82 ]        |
|                                                 | Quý ngài rất đáng kính Sir Eric Geddes GCB GBE MP từ Cambridge (26 tháng 9 năm 1875 – 22 tháng 6 năm 1937)                           | không khung | 1917 – 1919  | Bảo thủ                    | Lloyd George (I & II)                          | George V (6 tháng 5 năm 1910 – 20 tháng 1 năm 1936)     | [ 83 ]        |
|                                                 | Quý ngài rất đáng kính Walter Long FRS MP từ Westminster St George's (13 tháng 7 năm 1854 – 26 tháng 9 năm 1924)                     | không khung | 1919 – 1921  | Bảo thủ                    | Lloyd George (I & II)                          | George V (6 tháng 5 năm 1910 – 20 tháng 1 năm 1936)     | [ 84 ]        |
|                                                 | Quý ngài rất đáng kính Arthur Lee Nam tước Lee thứ nhất xứ Fareham GBE KCB PC (8 tháng 11 năm 1868 – 21 tháng 7 năm 1947)            | không khung | 1921 – 1922  | Bảo thủ                    | Lloyd George (I & II)                          | George V (6 tháng 5 năm 1910 – 20 tháng 1 năm 1936)     | [ 85 ] [ 86 ] |
|                                                 | Quý ngài rất đáng kính Leo Amery MP từ Birmingham Sparkbrook (22 tháng 11 năm 1873 – 16 tháng 9 năm 1955)                            | không khung | 1922 – 1924  | Bảo thủ                    | Law                                            | George V (6 tháng 5 năm 1910 – 20 tháng 1 năm 1936)     | [ 87 ]        |
| Baldwin I                                       | Quý ngài rất đáng kính Leo Amery MP từ Birmingham Sparkbrook (22 tháng 11 năm 1873 – 16 tháng 9 năm 1955)                            | không khung | 1922 – 1924  | Bảo thủ                    |                                                | George V (6 tháng 5 năm 1910 – 20 tháng 1 năm 1936)     | [ 87 ]        |
|                                                 | Quý ngài rất đáng kính Frederic Thesiger Tử tước Chelmsford thứ 1 GCSI GCIE GBE PC (12 tháng 8 năm 1868 – 1 tháng 4 năm 1933)        | không khung | 1924         | Không đảng                 | MacDonald I                                    | George V (6 tháng 5 năm 1910 – 20 tháng 1 năm 1936)     | [ 88 ]        |
|                                                 | Quý ngài rất đáng kính William Clive Bridgeman JP DL MP từ Oswestry (31 tháng 12 năm 1864 – 14 tháng 8 năm 1935)                     | không khung | 1924 – 1929  | Bảo thủ                    | Baldwin II                                     | George V (6 tháng 5 năm 1910 – 20 tháng 1 năm 1936)     | [ 89 ]        |
|                                                 | Quý ngài rất đáng kính A. V. Alexander MP từ Sheffield Hillsborough (1 tháng 5 năm 1885 – 11 tháng 1 năm 1965)                       | không khung | 1929 – 1931  | Lao động (Đảng Hợp tác xã) | MacDonald II                                   | George V (6 tháng 5 năm 1910 – 20 tháng 1 năm 1936)     | [ 90 ]        |
|                                                 | Quý ngài rất đáng kính Sir Austen Chamberlain KG MP từ Tây Birmingham (16 tháng 10 năm 1863 – 17 tháng 3 năm 1937)                   | không khung | 1931         | Bảo thủ                    | Chính phủ Quốc gia I (LĐQG–Bảo thủ–et al.)     | George V (6 tháng 5 năm 1910 – 20 tháng 1 năm 1936)     | [ 91 ]        |
|                                                 | Quý ngài rất đáng kính Bolton Eyres-Monsell Tử tước Monsell thứ nhất GBE PC (22 tháng 2 năm 1881 – 21 tháng 3 năm 1969)              | không khung | 1931 – 1936  | Bảo thủ                    | Chính phủ Quốc gia II                          | George V (6 tháng 5 năm 1910 – 20 tháng 1 năm 1936)     | [ 92 ]        |
| Chính phủ Quốc gia III (Bảo thủ–LĐQG–et al.)    | Quý ngài rất đáng kính Bolton Eyres-Monsell Tử tước Monsell thứ nhất GBE PC (22 tháng 2 năm 1881 – 21 tháng 3 năm 1969)              | không khung | 1931 – 1936  | Bảo thủ                    |                                                | George V (6 tháng 5 năm 1910 – 20 tháng 1 năm 1936)     | [ 92 ]        |
| Edward VIII (20 tháng 1 – 11 tháng 12 năm 1936) | Quý ngài rất đáng kính Bolton Eyres-Monsell Tử tước Monsell thứ nhất GBE PC (22 tháng 2 năm 1881 – 21 tháng 3 năm 1969)              | không khung | 1931 – 1936  | Bảo thủ                    |                                                |                                                         | [ 92 ]        |
|                                                 | Quý ngài rất đáng kính Sir Samuel Hoare Bt GCSI GBE CMG JP MP từ Chelsea (24 tháng 2 năm 1880 – 7 tháng 5 năm 1959)                  | không khung | 1936 – 1937  | Bảo thủ                    | [ 93 ]                                         |                                                         |               |
|                                                 | Quý ngài rất đáng kính Duff Cooper FRS MP từ Westminster St George's (22 tháng 2 năm 1890 – 1 tháng 1 năm 1954)                      | không khung | 1937 – 1938  | Bảo thủ                    | Chính phủ Quốc gia IV                          | George VI (11 tháng 12 năm 1936 – 6 tháng 2 năm 1952)   | [ 94 ]        |
|                                                 | Quý ngài rất đáng kính James Stanhope Bá tước Stanhope thứ 7 KG DSO MC PC (11 tháng 11 năm 1880 – 15 tháng 8 năm 1967)               | không khung | 1938 – 1939  | Bảo thủ                    | Chính phủ Quốc gia IV                          | George VI (11 tháng 12 năm 1936 – 6 tháng 2 năm 1952)   | [ 95 ]        |
|                                                 | Quý ngài rất đáng kính Winston Churchill CH TD MP từ Epping (30 tháng 11 năm 1874 – 24 tháng 1 năm 1965)                             | không khung | 1939 – 1940  | Bảo thủ                    | Chamberlain Thời chiến                         | George VI (11 tháng 12 năm 1936 – 6 tháng 2 năm 1952)   | [ 96 ]        |
|                                                 | Quý ngài rất đáng kính A. V. Alexander CH MP từ Sheffield Hillsborough (1 tháng 5 năm 1885 – 11 tháng 1 năm 1965)                    | không khung | 1940 – 1945  | Lao động (Đảng Hợp tác xã) | Churchill Thời chiến (Toàn bộ đảng phái)       | George VI (11 tháng 12 năm 1936 – 6 tháng 2 năm 1952)   | [ 90 ]        |
|                                                 | Quý ngài rất đáng kính Brendan Bracken MP từ Paddington Bắc (15 tháng 2 năm 1901 – 8 tháng 8 năm 1958)                               | không khung | 1945         | Bảo thủ                    | Churchill Tạm quyền (Bảo thủ–Tự do Quốc gia)   | George VI (11 tháng 12 năm 1936 – 6 tháng 2 năm 1952)   | [ 97 ]        |
|                                                 | Quý ngài rất đáng kính A. V. Alexander CH MP từ Sheffield Hillsborough (1 tháng 5 năm 1885 – 11 tháng 1 năm 1965)                    | không khung | 1945 – 1946  | Lao động (Đảng Hợp tác xã) | Nội các Attlee (I & II)                        | George VI (11 tháng 12 năm 1936 – 6 tháng 2 năm 1952)   | [ 90 ]        |
|                                                 | Quý ngài rất đáng kính George Hall Tử tước Hall thứ nhất PC (31 tháng 12 năm 1881 – 8 tháng 11 năm 1965)                             | không khung | 1946 – 1951  | Lao động                   | Nội các Attlee (I & II)                        | George VI (11 tháng 12 năm 1936 – 6 tháng 2 năm 1952)   | [ 98 ]        |
|                                                 | Quý ngài rất đáng kính Frank Pakenham Nam tước Pakenham thứ nhất PC (31 tháng 12 năm 1881 – 8 tháng 11 năm 1965)                     | không khung | 1951         | Lao động                   | Nội các Attlee (I & II)                        | George VI (11 tháng 12 năm 1936 – 6 tháng 2 năm 1952)   | [ 99 ]        |
|                                                 | Quý ngài rất đáng kính James Thomas Tử tước Cilcennin thứ nhất PC (31 tháng 12 năm 1881 – 8 tháng 11 năm 1965)                       |             | 1951 – 1955  | Bảo thủ                    | Churchill III                                  | 'Elizabeth II (6 tháng 2 năm 1952 – nay)                | [ 100 ]       |
| 1955 – 1956                                     | Quý ngài rất đáng kính James Thomas Tử tước Cilcennin thứ nhất PC (31 tháng 12 năm 1881 – 8 tháng 11 năm 1965)                       | Eden        |              | Bảo thủ                    |                                                | 'Elizabeth II (6 tháng 2 năm 1952 – nay)                | [ 100 ]       |
|                                                 | Quý ngài rất đáng kính Quintin Hogg Tử tước Hailsham thứ nhất PC QC (9 tháng 10 năm 1907 – 12 tháng 10 năm 2001)                     | Eden        | không khung  | 1956 – 1957                | Bảo thủ                                        | 'Elizabeth II (6 tháng 2 năm 1952 – nay)                | [ 101 ]       |
|                                                 | Quý ngài rất đáng kính George Douglas-Hamilton Bá tước thứ 10 xứ Selkirk AFC AE PC QC (4 tháng 1 năm 1906 – 24 tháng 11 năm 1994)    | không khung | 1957 – 1959  | Bảo thủ                    | Macmillan (I & II)                             | 'Elizabeth II (6 tháng 2 năm 1952 – nay)                | [ 102 ]       |
|                                                 | Quý ngài rất đáng kính Peter Carington Nam tước Carrington thứ 6 KCMG MC PC DL (6 tháng 6 năm 1919 – 9 tháng 7 năm 2018)             | không khung | 1959 – 1963  | Bảo thủ                    | Macmillan (I & II)                             | 'Elizabeth II (6 tháng 2 năm 1952 – nay)                | [ 103 ]       |
|                                                 | Quý ngài rất đáng kính George Jellicoe Bá tước Jellicoe thứ 6 DSO MC PC (4 tháng 4 năm 1918 – 22 tháng 2 năm 2007)                   | không khung | 1963 – 1964  | Bảo thủ                    | Douglas-Home                                   | 'Elizabeth II (6 tháng 2 năm 1952 – nay)                | [ 104 ]       |

Từ ngày 1 tháng 4 năm 1964, Elizabeth II tự mình đảm nhận chức Đại thần Đô đốc Hải quân. Chức vụ đứng đầu chịu trách nhiệm về Hải quân Hoàng gia Anh lúc này được chuyển giao cho chức vụ mới được thành lập là Quốc vụ khanh phụ trách vấn đề Quốc phòng. (Còn gọi với cái tên thông dụng hơn là Bộ trưởng Bộ Quốc phòng). 
1. ↑  Thân vương xứ Wales nhiếp chính từ ngày 5 tháng 2 năm 1811.
2. ↑  Với vai trò là Đại thần Đô đốc Hải quân.
3. ↑  MP từ Cumberland cho đến năm 1832, MP từ Đông Cumberland từ năm 1832.
4. ↑  MP từ Evesham cho đến năm 1935; sau đó thì trở thành Tử tước Monsell.
5. ↑  MP từ Hereford cho đến năm 1955, sau là người sáng lập danh xưng Tử tước Cilcennin.

### Ghi công
- This article contains some text from: Vesey, Richard Sir, Admiral, (1896), Naval Administration: The Constitution, Character, and Functions of the Board of Admiralty, and of the Civil Departments it Directs, George Bell and Sons, London.